# Crottendorf
Crottendorf er en kommune ved floden Zschopau som efter Kreisreformen i 2008 er en del af Erzgebirgskreis i den tyske delstat Sachsen. Førhen var den en del af landkreis Annaberg.
Crottendorf ligger i Erzgebirge ved den nordlige udløber af Fichtelbergs, ved begyndelsen af Zschopaudalen. Kommunern har en gennemsnitlig højde på 650 m . Mod øst ligger den på bjergene Schießbergs (795 m) og Liebensteins (756 m) skråninger , og mod vest grænser den med eng- og hedestrækninger til foden af det 807 meter høje Scheibenberg (807 m).